# Дан проналазача
Дан проналазача  (енгл. Inventors' Day) обележава се са циљем друштвене афирмације проналазача и давања почасти проналазачима. Не обележава се у свакој земљи, нити постоји међународни или светски дан проналазача. Дан проналазача се у Европи прославља 9. новембра на рођендан америчке филмске глумице и проналазача Хеди Ламар.

## О дану
Организатори овог празника имају за циљ да подсете јавност на заборављене проналазаче, одају почаст особама које су нам олакшале свакодневни живот, створе и ојачају наду у нове идеје и промене и подстакну младе како би створили бољу будућност.

## Историјат
9. новембра 1914. године у Бечу рођена Хедвиг Ева Марија Кислер, која је остала позната као Хеди Ламар (1914-2000), аустијска глумица која је била и проналазач. Немци Герхард Мутхентхалер и Маријан Јордан су 2005. године предложили обележавање Дана проналазача, 9. новембар, да се поклопи са Ламаровим датумом рођења као признање за њен научни и технолошки рад. Хеди Ламар је ко-пронпроналазач са Џорџом Антајлом прве верзије проширеног спектра која би омогућила бежичну комуникацију на даљину. Њихов патент се звао „Тајни комуникациони систем“ и имао је регистарски број 2292387 у Канцеларији за патенте и жигове Сједињених Држава.
Иако се Међународни дан проналазача слави 9. новембра, неке земље имају своје датуме засноване на сопственој историји.
Ово су следећи национални дани:
- 29. септембар - Дан проналазача у Аргентини - на тај дан је 1899. године рођен Ласло Јожеф Биро у Будимпешти мађарско-аргентински проналазач за којег се сматра да је патентирао прву међународно признату хемијску оловку.[3]
- 17. фебруар - Дан проналазача у Мексику - на тај дан је 1917. године рођен Гиљермо Гонзалез Камарена, проналазач система трихроматског секвенцијалног поља за телевизију, или телевизије у боји.[3]
- 11. фебруар - Дан проналазача у САД - на тај дан је рођен Томас Алва Едисон[5] који је ушао у историју као једно од великих имена у области проналазака, заслужан за фонограф, електричну сијалицу, прву електричну станицу или кинетограф и кинетоскоп, претече филмске камере и филмски пројектор.[3]

## Spoljašnje veze
- „” [Дан проналазача] (на језику: немачки). Архивирано из оригинала 26. 8. 2024. г.

- Reagan, Ronald (12. 1. 1983). „” [Прокламација 5013 — Национални дан проналазача 1983.] (на језику: енглески). Архивирано из оригинала 10. 4. 2014. г.

- Međunarodni dan pronalazača
- World Inventor's Day
- International Inventor's Day